# Labicymbium cognatum
Labicymbium cognatum là một loài nhện trong họ Linyphiidae. Loài này được phát hiện ở Peru.